# Timalus clavipennis
Timalus clavipennis là một loài bướm đêm thuộc phân họ Arctiinae, họ Erebidae.